# جاسبر سميت
جاسبر سميت (بالهولندية: Jasper Smit)‏ هو لاعب كرة مضرب هولندي، ولد في 17 نوفمبر 1980.

## وصلات خارجية
- جاسبر سميت على موقع رابطة محترفي التنس (الإنجليزية)
- جاسبر سميت على موقع الاتحاد الدولي لكرة المضرب (الإنجليزية)
- جاسبر سميت على موقع خلاصة التنس.كوم (الإنجليزية)